# Frequenamia confusa
Frequenamia confusa är en insektsart som beskrevs av Rauno E. Linnavuori 1955. Frequenamia confusa ingår i släktet Frequenamia och familjen dvärgstritar. Inga underarter finns listade i Catalogue of Life.